# Церква Святої Великомучениці Параскеви П'ятниці (Шимківці)
Церква Святої Великомучениці Параскеви - П'ятниці в Шимківцях — парафія і храм Вишнівецького благочиння Тернопільської єпархії Православної церкви України в селі Шимківці Тернопільського району Тернопільської области.

## Історія церкви
Дерев'яний храм на кам'яному фундаменті був збудований у 1865 році за кошти парафіян та місцевого священника. У 1872 році для церкви виготовили новий іконостас.
За часів радянського режиму священник Кузьма Кучер об'єднав вірян, щоб не допустити закриття храму.
На жаль, 4 грудня 1999 року через несправність електромережі дерев'яна церква, яка служила громаді понад 130 років, повністю згоріла. За кошти парафіян розпочалося будівництво нового храму.
10 листопада 2005 року відбулося освячення та відкриття новозбудованої православної церкви Київського Патріархату.

## Настоятелі
- о. Кузьма Кучер,
- о. Богдан Яремчук,
- о. Ярослав Лівандовський,
- о. Степан Татарин,
- о. Петро Душний,
- о. Володимир Дудка,
- о. Володимир Стадник,
- о. Іван Боднар (з 2007).